# Hisato Izaki
Hisato Izaki (いざき ひさと) (Osaka, 17 maggio 1984) è un attore e cantante giapponese.
Ex membro del gruppo musicale J-pop Flame, Hisato Izaki ha debuttato nel 2004 nel film Devilman, ispirato all'omonimo manga, in cui interpreta il personaggio di Akira Fudo. In seguito ha anche recitato in Crows Zero (2007) e Crows Zero II (2009).
Izaki ha un fratello gemello, Yûsuke Izaki, anch'egli attore ed ex membro dei Flame.